# رابرت اندرسون (ورزشکار)
رابرت اندرسون (انگلیسی: Robert Andersson؛ زادهٔ ۲۴ نوامبر ۱۹۶۹) بازیکن هندبال اهل سوئد است.